# Invasion der Raumschiffe
Invasion der Raumschiffe ist ein kanadischer  Science-Fiction-Film aus dem Jahr 1977. Die Premiere in Deutschland fand am 27. Februar 1979 im Fernsehen statt.

## Handlung
Ein Mann bemerkt auf seinem Acker ein UFO. Als er es untersucht, wird er in das Raumschiff gelockt, worauf er von einem weiblichen Raumschiffmitglied verführt wird. Anschließend glaubt ihm niemand die Geschichte einer Entführung, bis Professor Allan Duncan (Robert Vaughn), ein UFO-Forscher, der Sache genauer nachgeht.
Dann wird eine Familie (Vater, Mutter und Sohn) entführt und bringt sich anschließend selbst um. Plötzlich häufen sich Selbstmordfälle, denn alle, die mit den Außerirdischen in Kontakt kommen, hören ein Summen, das sie in den Selbstmord treibt. Das UFO steht unter dem Kommando von Ramses (Christopher Lee), der die Aufgabe hat, einen geeigneten Planeten für die Umsiedlung seiner Artgenossen zu finden, dessen Heimatplanet von einer Supernova bedroht ist.
Unter dem Meeresspiegel befindet sich aber ein Außenposten der intergalaktischen Liga, die das Vorhaben mit allen Mitteln vereiteln will. Deshalb müssen die Angreifer diesen Posten unter ihre Kontrolle bringen. Zur gleichen Zeit etwa umkreist ein UFO in einer Umlaufbahn die Erde und sorgt mit Hilfe von Strahlen dafür, dass sich die Menschheit nach und nach selbst umbringt.

## Kritik
„Biederer Science-Fiction-Film nach gängigem Muster.“